# Mmanoko
Mmanoko – wieś w Botswanie w dystrykcie Kweneng. Według spisu ludności z 2011 roku wieś liczyła 932 mieszkańców.